# 讷瓦
讷瓦（法語：Nevoy，法語發音：[nəvwa]）是法国卢瓦雷省的一个市镇，属于蒙塔日区。

## 地理
讷瓦（47°42'48"N, 2°34'46"E）面积30.75 平方千米，位于法国中央-卢瓦尔河谷大区卢瓦雷省，该省份为法国中北部省份，北起埃松省，西北接厄尔-卢瓦省，西南接卢瓦-谢尔省，南至涅夫勒省和谢尔省，东临约讷省，东北接塞纳-马恩省。
与讷瓦接壤的市镇（或旧市镇、城区）包括：莱舒、当皮埃尔昂比尔利、日安、普瓦伊莱日安、圣贡东。

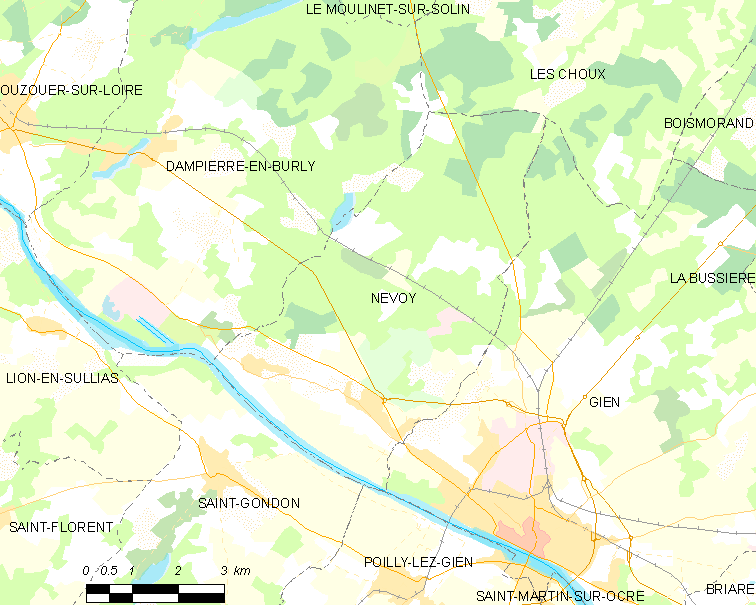
讷瓦的OSM定位图

讷瓦的时区为UTC+01:00、UTC+02:00（夏令时）。

## 行政
讷瓦的邮政编码为45500，INSEE市镇编码为45227。

## 政治
讷瓦所属的省级选区为日安县。

## 人口

1962-2008年间讷瓦人口变化图示

讷瓦于2022年1月1日时的人口数量为1160人。